# Demetriusz II Paleolog
Demetriusz II Paleolog (ur. 1407, zm. 1470) – despota Mistry i Morei od stycznia 1449 do lipca 1460 roku. Syn Manuela II Paleologa.

## Życiorys
Był młodszym synem cesarza bizantyjskiego Manuela II Paleologa i jego żony Heleny Dragasz. Wraz z bratem Tomaszem był despotą Morei. Bracia podzielili się władzą tak, że Demetriusz władał południową częścią Peloponezu, a Tomasz północną. Zaliczał się do przeciwników unii kościołów i próbował zorganizować zamach przeciwko Janowi VIII. Plan się nie powiódł i Demetriusz pozostał na Peloponezie.
Po zdobyciu lub zajęciu przez Turków Morei, w 1460 r. przekazał im także Mistrę, po czym z łaski sułtana zamieszkał w Adrianopolu. Jego córka Helena oddana została do sułtańskiego haremu. Wstąpił do klasztoru, gdzie zmarł w niesławie, w wieku 63 lat.